# Keshia Knight Pulliam
 (décembre 2020).
Si vous disposez d'ouvrages ou d'articles de référence ou si vous connaissez des sites web de qualité traitant du thème abordé ici, merci de compléter l'article en donnant les références utiles à sa vérifiabilité et en les liant à la section « Notes et références ».
Keshia Knight Pulliam est une actrice américaine née le 9 avril 1979 à Newark.

## Biographie
En 1986, Knight Pulliam est devenue l'une des plus jeunes actrices à être nommée pour un Emmy Award, recevant une nomination à l'âge de 6 ans pour le prix de l'actrice de soutien la plus remarquable dans une série de comédies. Elle a fait ses débuts professionnels à l'âge de 9 mois, dans une publicité imprimée nationale pour les produits pour bébés de Johnson & Johnson. Elle a continué à travailler, apparaissant dans des publicités et des émissions de télévision, et a fait ses débuts au cinéma dans The Last Dragon (1985). À l'âge de 3 ans, elle a joué le rôle de Keshia dans La rue Sésame. Elle est également apparue dans le film "Polly" et sa suite "Polly Comin' Home" avec sa co-star du Cosby Show, Phylicia Rashad. Elle est classée à la 27e place dans la liste des "100 plus grandes stars de l'enfance" de VH1.  
Knight Pulliam a gagné une version pour célébrités de Fear Factor en septembre 2002. Elle a également gagné une version pour célébrités de The Weakest Link, et a participé à Celebrity Mole 2 : Yucatan. En 2004, elle est apparue dans le clip vidéo de Chingy pour "One Call Away". En 2005, elle a joué Darnelle dans "Beauty Shop" avec Queen Latifah. Le chevalier Pulliam a joué dans la pièce de Donald Gray "The Man of Her Dreams" à l'automne 2006 à Saint-Louis. En 2008, elle a rejoint la distribution de House of Payne de Tyler Perry dans le rôle de Miranda, la nouvelle épouse de Calvin Payne. Ce rôle lui a valu les prix Image 2009 et 2010 de la NAACP pour le meilleur second rôle féminin dans une série de comédies. En 2009, elle a joué le rôle de Candace "Candy" Washington dans le film Madea Goes to Jail.Knight Pulliam est apparu dans le clip vidéo de Tank en 2010 pour sa reprise de "I Can't Make You Love Me", en jouant son intérêt pour l'amour. 
En 2011, commentant le fait que seuls les acteurs blancs avaient remporté les Golden Globe Awards cette année-là, elle a déclaré "Je pense qu'il y a vraiment du travail à faire. Il peut toujours être plus diversifié. Nous vivons dans une société très multiculturelle et mondiale. Il faut faire plus pour augmenter la représentation de tous les peuples et montrer vraiment au monde ce qu'il est. Ce n'est pas seulement une couleur.
En 2013, elle a participé à l'émission de plongée des célébrités de l'ABC, Splash. Elle a été la première à être éliminée. En 2015, Knight Pulliam a participé à l'émission The Celebrity Apprentice Season 7 sur NBC et a été la première concurrente éliminée après avoir été la chef de projet perdante de son équipe. En 2018, Knight Pulliam a été invité à la première saison de la série Celebrity Big Brother de CBS, où elle a été la deuxième personne à être expulsée de la maison, le 13e jour.
En 2015 elle participe à The Celebrity Apprentice 7 de Donald Trump. 
En 2018 elle participe à la première saison de Celebrity Big Brother sur CBS.

## Vie privée
Keshia Knight Pulliam est née à Newark, dans le New Jersey, fille de Denise et de James Knight Pulliam, père, manager, et de trois frères, James Knight Pulliam II, Mshon Knight Pulliam et Juwan Pulliam.
Knight Pulliam a fréquenté l'école préparatoire Rutgers à Somerset, dans le New Jersey. Lorsque le Cosby Show a pris fin en 1992, sa famille a déménagé en Virginie, où Pulliam a fréquenté l'école du Potomac à McLean, en Virginie, et l'école Foxcroft à Middleburg, en Virginie, dont elle a obtenu son diplôme en 1997. Elle a obtenu une licence en sociologie au Spelman College en 2001. Elle est membre de la section Eta Kappa de la sororité Delta Sigma Theta.
À la veille du Nouvel An 2015, Keshia Knight  Pulliam s'est fiancé avec le joueur de la Ligue nationale de football à la retraite Edgerton Hartwell. Ils se sont mariés le lendemain, le 1er janvier 2016, dans la maison de Knight Pulliam à Atlanta. Hartwell a demandé le divorce le 25 juillet 2016. Le 23 janvier 2017, Knight Pulliam a donné naissance à une fille, nommée Ella Grace Hartwell-Pulliam. Le divorce a été prononcé en avril 2018.

## Filmographie

### Cinéma
- 1985 : Le Dernier dragon de Michael Schultz : Sophia
- 2004 : Motives de Craig Ross Jr. : Letrice
- 2005 : Beauty Shop de Bille Woodruff : Darnelle
- 2005 : The Gospel de Rob Hardy (en) : Letrice
- 2008 : Cuttin Da Mustard de Reed R. McCants : Wendy
- 2008 : Death Toll de Phenomenon (réalisateur) : Mirie
- 2009 : Madea Goes to Jail de Tyler Perry : Candace Washington

### Télévision

#### Séries télévisées
- 1987-1992 : Cosby Show : Rudy Huxtable
- 1987 : Campus Show (saison 1, épisodes 1, 6 et 22) : Rudy Huxtable
- 1997 : Cosby (saison 1, épisode 22) : Guitariste
- 2007-2020 : House of Payne (en) : Miranda Lucas
- 2010 : Psych, enquêteur malgré lui (saison 5, épisode 14) Stranjay
- 2012 : Mr. Box Office (saison 1, épisode 1) : Vanessa Owens
- 2013 : Guys with Kids (saison 1, épisode 17) : Bridget
- 2018 : 3 Year Plan : Tracey Tarpley-Spatafora, MFT

#### Téléfilms
- 1987 : La Petite fille aux allumettes de Michael Lindsay-Hogg : Molly
- 1989 : Polly de Debbie Allen : Polly
- 1989 : Le Voyage magique au pays du Roi Arthur  de Mel Damski : Karen
- 1990 : Polly: Comin' Home! de Debbie Allen : Polly
- 2002 : What About Your Friends: Weekend Getaway de Niva Dorell : Temple
- 2004 : Christmas at Water's Edge de Lee Davis : Leila Turner
- 2013 : The Love Letter de Gary Wheeler : Parker
- 2015 : Will to Love de Chris Stokes : Rachel Paris
- 2019 : Pride & Prejudice: Atlanta de Rhonda Baraka : Caroline
- 2019 : La révélation de Noël (Radio Christmas) de Jeff Beesley : Kara
- 2020 : De la passion à l'obsession (The Set Up) de Annie Bradley : Angela Brooks
- 2020 : The Christmas Aunt de Tibor Takács : Rebecca

## Distinctions

### Récompenses
- 1988 : NAACP Image Awards de la meilleure jeune actrice dans une série télévisée comique pour Cosby Show (1984-1992).
- 1988 : People's Choice Awards de la jeune actrice YV préférée dans une série télévisée comique pour Cosby Show (1984-1992).
- 1991 : Kids' Choice Awards de l'actrice TV préférée dans une série télévisée comique pour Cosby Show (1984-1992).
- 2009 : NAACP Image Awards de la meilleure actrice dans un second rôle dans une série télévisée comique pour House of Payne (en) (2007-2020).
- 2010 : NAACP Image Awards de la meilleure actrice dans un second rôle dans une série télévisée comique pour House of Payne (en) (2007-2020).
- TV Land Awards 2011 : Lauréate du Prix Impact des frères et sœurs préférées dans une série télévisée comique pour Cosby Show (1984-1992) partagée avec Bill Cosby, Phylicia Rashad, Raven-Symoné, Geoffrey Owens, Sabrina Le Beauf, Malcolm-Jamal Warner et Tempestt Bledsoe.
- 2012 : NAACP Image Awards de la meilleure actrice dans un second rôle dans une série télévisée comique pour House of Payne (en) (2007-2020).

### Nominations
- Primetime Emmy Awards 1986 : Meilleure actrice dans un second rôle dans une série télévisée comiquepour Cosby Show (1984-1992).
- 1989 : NAACP Image Awards de la meilleure jeune actrice dans une série télévisée comique pour Cosby Show (1984-1992).
- 1989 : Young Artist Awards de la meilleure jeune distribution dans une série télévisée comique pour Cosby Show (1984-1992) partagée avec Sabrina Le Beauf, Lisa Bonet, Geoffrey Owens, Deon Richmond,  Malcolm-Jamal Warner et Tempestt Bledsoe.
- 2006 : TV Land Awards des frères et sœurs préférées dans une série télévisée comique pour Cosby Show (1984-1992) partagée avec Sabrina Le Beauf, Lisa Bonet, Malcolm-Jamal Warner et Tempestt Bledsoe.
- 2009 : NAMIC Vision Awards de la meilleure performance comique dans une série télévisée comique pour House of Payne (en) (2007-2020).
- 2011 : NAACP Image Awards de la meilleure actrice dans un second rôle dans une série télévisée comique pour House of Payne (en) (2007-2020).